# تاديوز كوالسكي
تاديوز كوالسكي (بالبولندية: Tadeusz Kowalski)‏ (31 مايو 1894 بلفيف في أوكرانيا - 1 يناير 1940 بخاركيف في أوكرانيا) هو ضابط ومتزلج فني ولاعب كرة قدم بولندي في مركز الدفاع.